# Karenjy
Karenjy est un constructeur automobile malgache basé à Fianarantsoa. Il a produit des véhicules entre 1987 et 1992, puis de nouveau à compter de 2010, cette fois avec le concours de l'entreprise à but socio-économique Le Relais Madagasikara.

## Histoire
Les voitures Karenjy ont été mises au point dans les années 1980, sous la présidence Ratsiraka, par l'IMI, Institut Malagasy de l'innovation. Cette période socialiste dite « d'investissements à outrance » avait pour objectif de concevoir des produits qui seraient ensuite mis en production dans les provinces. Ainsi, ont été créés :
- à Mananjary, le chantier naval ACN
- à Fianarantsoa, la Fiarafy fabriquant les voitures Karenjy
- le fameux avion Hitsikitsika
- la gestion du canal des Pangalanes

Les voitures Karenjy ont été produites de 1985 à 1990, en moins d'une centaine d'unité. La production s'est arrêtée en 1993 à la transition Ratsiraka-Zafy et l'usine a été mise sous protection juridique, dormant 15 ans, avant que Le Relais ne propose un redémarrage de l'activité.
L'usine a même produit en 1989, une papamobile pour la venue à Fianarantsoa de Jean-Paul II, pièce unique encore présente à Fianarantsoa.
L'usine reproduit en 2019, une papamobile pour la venue à Fianarantsoa du Pape François.

## Modèles

### LaMAZANA II- Version 2016

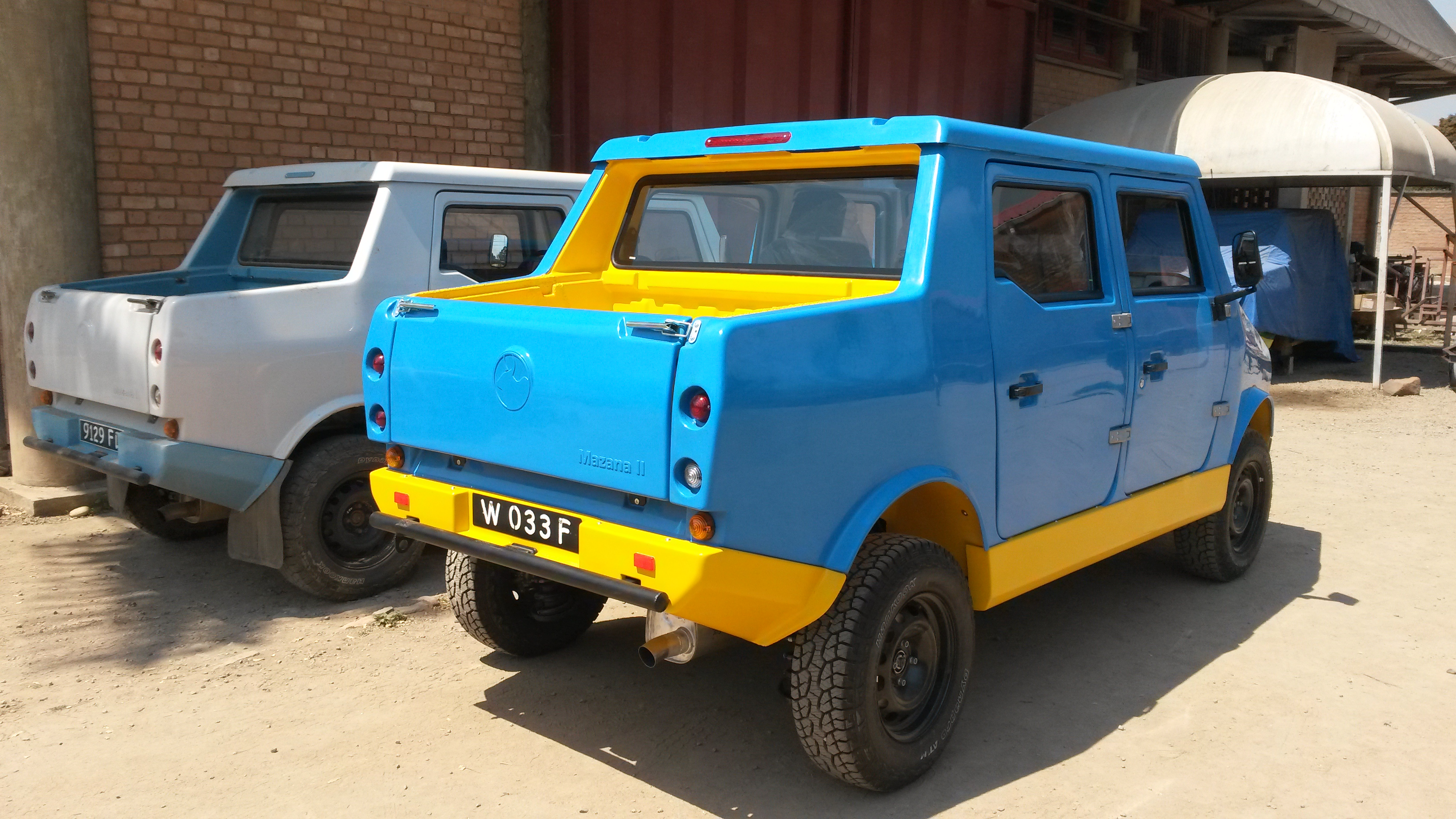

Un concept-car, dénommée MAZANA II, est développé depuis 2012 et est lancé en commercialisation depuis novembre 2016.
La mise en production a débuté en janvier 2016.

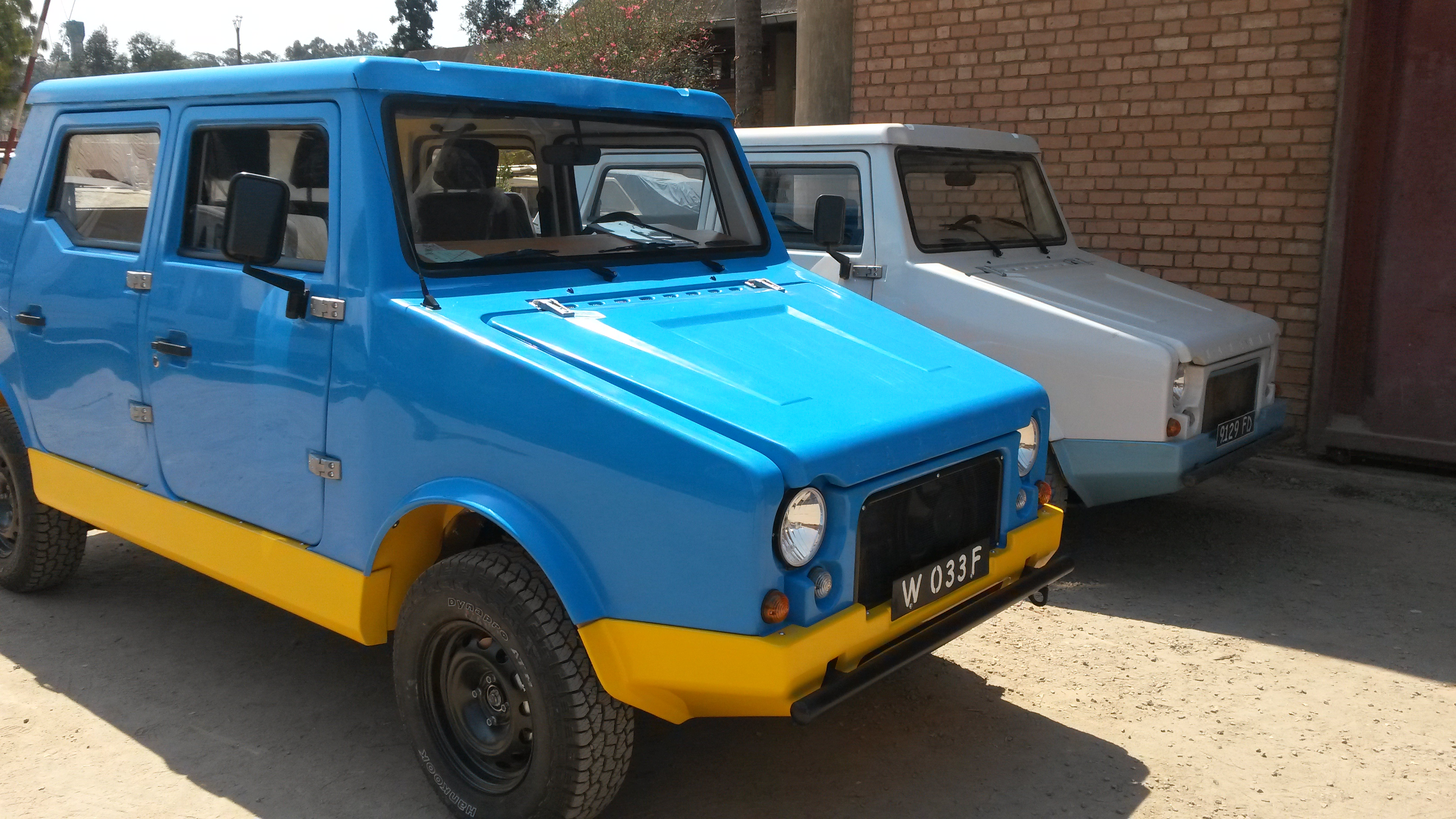
MAZANAII - Prototype Blanc & pré-série bleu

C'est un véhicule rustique et adapté aux contraintes africaine. Le moteur DV6C 110CV HDI a été tropicalisé, sur les problématiques de gestion des carburants de mauvaise qualité, de multiplexage, de refroidissement et de filtration.
Le châssis est composé de deux longerons mécano-soudés.
La carrosserie est en fibre de verre polyester.
Cette voiture est une des uniques voitures conçues et fabriquées en Afrique. Elle est destinée à un marché Malgache et Afrique frontalière avant tout.

### Les anciennes définitions - Version 1985

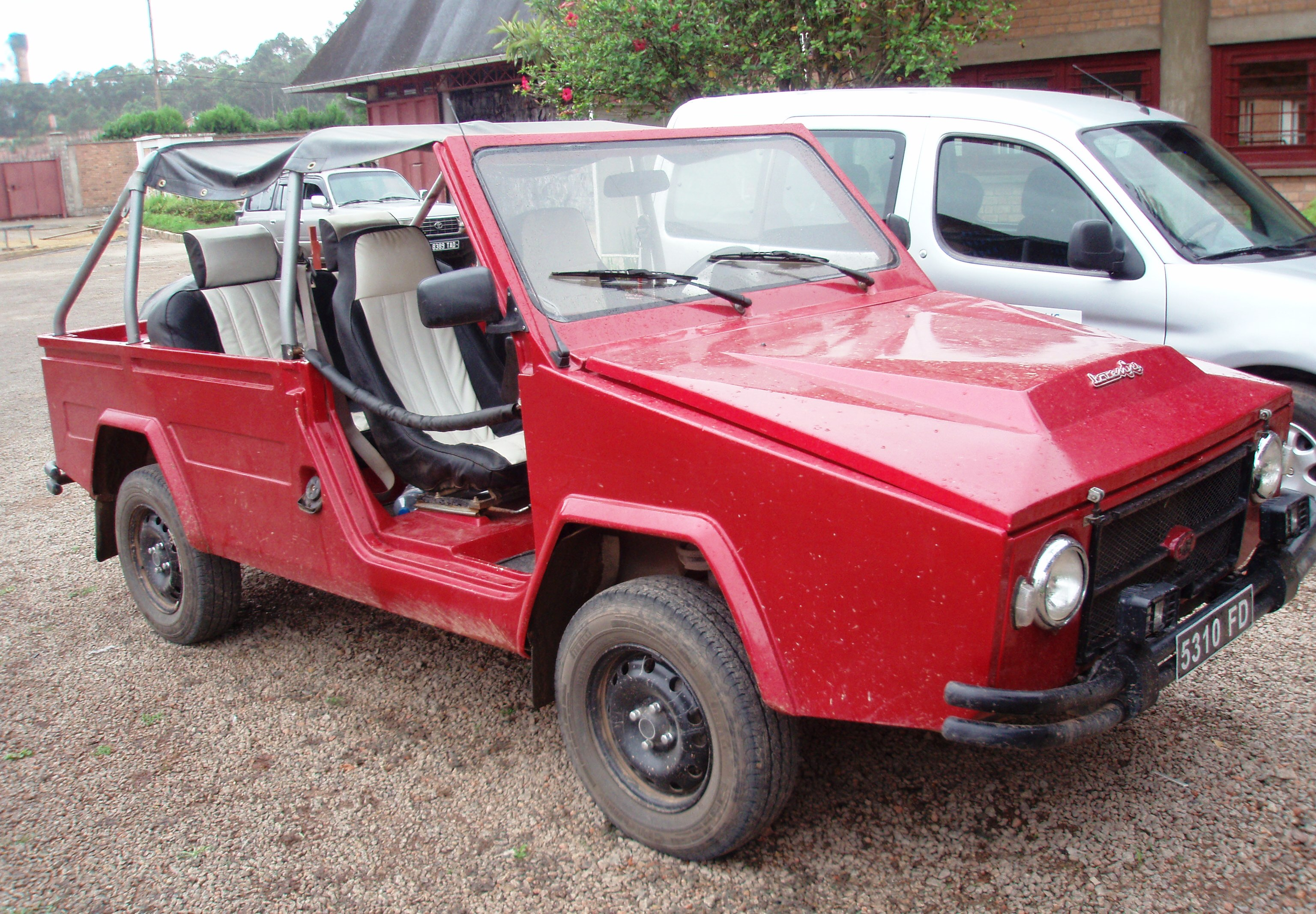
Prototype Moteur Avant Mazana

#### Le 4×4 Mazana
Le modèle Mazana (D2000) est un modèle 4×4 construit sur une plateforme de Renault R18 4x4 Diesel.
Il est composé d'un châssis poutre et d'une carrosserie en fibre de verre.
Une version 2×4 en motorisation essence existe et se nomme  : Iraka (E1400).

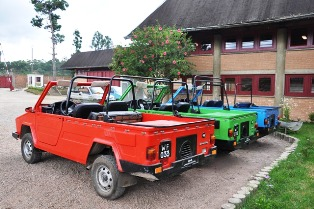
Karenjy Mazana

Les modèles Mazana et Iraka ont été produits en une quarantaine de véhicules. La fabrication est désormais finie.
Les caractéristiques techniques du modèle MAZANA :
- Motorisation : R 18 – Diesel 2 068 cm3, 67 ch à 4500 tr/min
- BV : 5 Vitesses+R
- Carrosserie : Stratifiée polyester Fibre de verre teintée dans la masse
- Carburant : Diesel 45 litres
- Pneumatique : 13 pouces (33,02 cm)

#### La Faoka
Le modèle E1100 est un modèle 2x4 construit sur une plateforme de Renault Express.
Ce modèle économique se décline en 2 châssis, court ou long et en plusieurs versions :
- Faoka : camionnette bâchée ou Hard Top
- Kalesa  : cabriolet - Un prototype fabriqué
- Jejo  : petite citadine conçue comme Taxi - Un prototype fabriqué

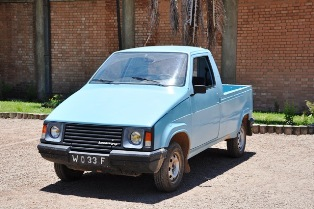
Karenjy Faoka

Seule la Faoka a été produite en 6 unités dans les années 1990.
La Faoka est de nouveau produite depuis 2013 sur la définition d'origine, en version LANJA.
Les caractéristiques techniques du modèle FAOKA :
- Moteur : Renault Express 1 108 cm3, 47 ch
- BV : 4 Vitesses+R-
- Carrosserie stratifiée polyester - fibre de verre-
- Carburant : Essence – 60 litres-
- Pneumatique : 13 pouces – 155/80-
- Options : couleurs - Hard Top - Bâche - 2 / 5 places